# Государственный научно-исследовательский испытательный институт авиационной и космической медицины
Государственный научно-исследовательский испытательный институт авиационной и космической медицины (ГНИИИ АиКМ) — советский и российский военный научный центр в области медико-биологического обеспечения авиационно-космической деятельности.

## История создания
В 1935 году на базе сектора военно-воздушной службы Научно-исследовательского испытательного института РККА был создан Авиационный научно-исследовательский санитарный институт РККА, который обеспечивал первые в СССР стратосферные полеты. В 1947 году он был перепрофилирован в Научно-исследовательский институт авиационной медицины ВВС. Он занимался исследованиями во время первых полетов геофизических ракет и искусственных спутников Земли с животными на борту.
После выхода в 1959 году постановления ЦК КПСС и Совета Министров СССР № 22-10 «Об усилении научно-исследовательских работ в области медико-биологического обеспечения космических полетов» Научно-исследовательский институт авиационной медицины был преобразован в Государственный научно-исследовательский испытательный институт авиационной и космической медицины (ГНИИИ АиКМ) первой категории. Цель заключалась в развитии космической медицины, как новой отрасли знания.

## Направления деятельности
С 1959 года ГНИИИ АиКМ работал над созданием системы медико-биологического обеспечения космических полетов. 
ГНИИИ АиКМ развивал научные направления:
- авиационной и космической гигиены кабин и скафандров, обмундирования и специального снаряжения, питания, авиационной и космической токсикологии;
- авиационной и космической физиологии с отделами высотной физиологии, ускорений и невесомости, физиологии слуха, речи и вестибулярного анализатора, физиологической оптики;
- специальных научных исследований с отделами медицинского обеспечения безопасности полетов на ракетах, медицинских исследований воздействия факторов космического полета, медицинского отбора и подготовки экипажей ракетных кораблей.

Доктор медицинских наук, профессор А. Г. Кузнецов был назначен начальником ГНИИИ АиКМ, а руководителем 3-го направления стал доктор медицинских наук Владимир Яздовский. Он занимался «Разработкой принципов отбора членов экипажей ракетных летательных аппаратов».
В период с 1947 по 1961 годы в ГНИИИ АиКМ велись подготовительные работы 28 пусков геофизических ракет, осуществлялись полеты двух искусственных спутников Земли, включая с собакой Лайкой на борту, и четырех космических кораблей-спутников.
ГНИИИ АиКМ полностью разработал программу подготовки космонавтов к первому полёту, а специалисты института участвовали в отборе первой группы слушателей-космонавтов. В 1961 году за медико-биологическое обеспечение полёта Юрия Гагарина институт был награждён Орденом Красного Знамени и Орденом Красной Звезды. До 1968 года ГНИИИ АиКМ занимался подготовкой полетов одноместных космических кораблей. Позднее осуществлял исследования по программе разработки космического корабля «Буран».
В 2012 году ГНИИИ был преобразован в Научно-исследовательский испытательный центр (авиационно-космической медицины и военной эргономики), который вошел в состав Центрального научно-исследовательского института Военно-воздушных сил Минобороны России.

## Отдел испытателей
24 октября 1952 года Совет министров СССР принял постановление о создании специальной команды испытателей «для проверки костюмов, скафандров, одежды и разработки других вопросов, связанных с обеспечением жизнедеятельности и работоспособности летчиков при сверхскоростных и высотных полетах». Летом 1953 года в ГНИИИ был создан 7-й отдел (отдел испытателей), который возглавил подполковник медицинской службы Евгений Карпов (в последующем — первый начальник Центра подготовки космонавтов). Он обозначался как в/ч 64688, и туда направляли после тщательного отбора солдат и сержантов срочной службы. Они давали подписку о добровольном согласии на участие в экспериментах и о неразглашении информации о них. 
Эксперименты включали действие на человека взрывной высотной декомпрессии, действие ускорений, психофизиологические эксперименты. Две недели четверо солдат питались минимальным пайком — всего 100–200 калорий в день — для проверки выживаемости при нехватке питания. Е.А. Кирюшин месяц отработал вместе с С.И. Нефедовым в камере, где содержание углекислого газа достигало 5,2% (на подводных лодках при достижении уровня концентрации углекислого газа 6-7% были зафиксированы случаи гибели членов экипажа). Л.В. Сидоренко в 1963 году дважды лежал неподвижно в одних плавках в бассейне по 12 суток, что имитировало воздействие невесомости в длительном космическом полете.
Среди солдат первых призывов, которые проходили службу в ГНИИИ с 1953 по 1963 год, при увольнении из армии каждого пятого врачебная комиссия признавала «ограниченно годным». Статистика смертности показывает, что некоторые из них доживали только до 35–40 лет, а средняя продолжительность жизни первых испытателей составляла всего около 50 лет.
Через в/ч 64688 за более чем полвека прошло 1005 солдат. Двоим из них (к тому времени они уже работали в ИМБП РАН) — Е.А.Кирюшину и С.И.Нефедову в 1997 году присвоили звание Героев России.
Также под руководством Леонида Гримака в ГНИИИАиКМ проводились опыты с использованием гипноза, в том числе таким образом моделировали состояние стресса, после чего изучались возникшие при этом в организме человека процессы.

## Награды
- Орден Красного Знамени — за медико-биологическое обеспечение полёта Юрия Гагарина[1]
- Орден Красной Звезды[1]